# L'Homme à l'envers (téléfilm)
Pour le livre dont ce téléfilm est l'adaptation, voir L'Homme à l'envers.

L'Homme à l'envers est un téléfilm français réalisé par Josée Dayan, diffusé en 2009, d'après le roman éponyme de Fred Vargas.

## Synopsis
Ancienne compagne du commissaire Jean-Baptiste Adamsberg, l'insaisissable Camille s'est installée dans le Mercantour.
Lawrence Johnston, lui, est un Canadien spécialiste des Grizzlis. Lui aussi s'est installé dans le Mercantour pour ses études, mais il est resté pour Camille.
Un jour, Suzanne, "la grosse" comme l'appelle Lawrence, est retrouvée égorgée dans une étable. L'émotion est grande dans le petit village de Saint-Victor, où tout le monde la connaissait. Les chaînes de télévision locales viennent faire leur reportage.
À Paris, Jean-Baptiste Adamsberg tombe par hasard sur le fait divers retransmis à la télévision. Il reconnaît Camille, dont il est toujours amoureux. Discrètement, il rassemble quelques éléments d'enquête. Sait-on jamais...
Pendant ce temps, les esprits s'échauffent à Saint-Victor. Pour tout le monde, la mort de Suzanne est l'œuvre d'un loup. Mais deux personnes en doutent : le premier, le jeune Soliman, est le fils adoptif de Suzanne ; le deuxième est un vieux berger, surnommé "le Veilleux", dont l'amour pour Suzanne n'est un secret pour personne. Eux pensent que le meurtrier est un dénommé Massart, le propriétaire des abattoirs, un individu taciturne qui se trouve avoir disparu de Saint-Victor. Dans sa maison vide, on trouve une carte routière sur laquelle est dessinée un étrange trajet sinueux reliant Saint-Victor à Paris.
Soliman et le Veilleux décident de partir à la poursuite de Massart en suivant le même parcours. Camille et Lawrence les accompagnent dans leur périple, bien qu'eux ne soient pas convaincus.
Et pourtant, les meurtres parsèment leur voyage…

## Fiche technique
- Titre : L'Homme à l'envers
- Réalisation : Josée Dayan
- Scénario : Emmanuel Carrère, d'après le roman de Fred Vargas
- Musique : Reno Isaac
- Dates de diffusion : 4 novembre 2009 sur France 2

## Distribution
- Jean-Hugues Anglade : Jean-Baptiste Adamsberg
- Hélène Fillières : Camille Forestier
- Tobias Moretti : Lawrence
- Jacques Spiesser : Adrien Danglard
- Maurice Garrel : Le Veilleux
- Charles-Henri Anagonou : Soliman
- Christine Murillo : Suzanne
- Alain Fromager : Hermel
- Zoé Félix : la jeune délinquante
- Corinne Masiero : Lieutenant Violette Retancourt
- Paul Vallespi : Flic Villars de Lans
- Raphaël Boyes : Gardien du parc des loups.